# Wilhelm von Pape (General)
Johann August Wilhelm Meinhard Adolf von Pape (* 27. Januar 1808 in Königsberg in der Neumark; † 5. September 1885 in Loschwitz) war ein preußischer Generalleutnant.

## Leben

### Herkunft
Seine Eltern waren Wilhelm von Pape (1771–1860) und dessen Ehefrau Wilhelmine, geborene Freiin von Röppert (1774–1857). Sein Vater war Landrat des Kreises Königsberg Nm., Herr auf Braunsfeld (Kreis Friedeberg) und zuletzt Bürovorsteher der Militär-Baukommission in Berlin. Sein Bruder Alexander (1813–1895) wurde Generaloberst und Gouverneur von Berlin.

### Werdegang
Er erhielt seine schulische Bildung auf dem Friedrich-Werdeschen Gymnasium in Berlin. Nach seinem Abschluss ging er am 30. Januar 1825 als Grenadier in das 2. Garde-Regiment zu Fuß. Dort wurde er am 14. November 1826 zum Portepeefähnrich befördert, am 15. April 1828 als Sekondeleutnant aggregiert und am 13. April 1829 einrangiert. Er erhielt am 26. August 1837 die Erlaubnis zur Heirat, dazu bekam er vom König eine Zulage von 300 Talern, bis zu seiner Beförderung zum Hauptmann. Ab dem 1. Oktober 1837 war er als Adjutant in das kombinierte Garde-Reserve-Bataillon abkommandiert. Dort wurde er am 14. Dezember 1841 zum Premier-Lieutenant befördert und am 14. März 1848 wieder als Hauptmann und Kompaniechef in das 2. Garde-Regiment zu Fuß zurück versetzt. Am 25. Juli 1854 zum Major befördert, kam er dann als etatsmäßiger Stabsoffizier in das 21. Infanterie-Regiment. Am 15. November 1855 wurde er Bataillonskommandeur und am 3. September 1856 in das 14. Landwehr-Regiment versetzt, wo er Kommandeur des III. Bataillons in Schneidemühl wurde. Dort wurde er am 31. Mai 1859 zum Oberstleutnant ernannt und am 14. Juni 1856 als Kommandeur in das mobile 14. Landwehr-Regiments versetzt. Am 8. Mai 1860 kam er als Führer zum 14. kombinierten Infanterie-Regiments, außerdem wurde er am 3. Juni 1860 mit dem Roten Adlerorden 4. Klasse ausgezeichnet. Aber schon am 1. Juli 1860 kam er dann als Kommandeur in das neuerrichtete 54. Infanterie-Regiment. Er wurde am 18. Oktober 1861 zum Oberst befördert und erhielt am 18. Januar 1863 den Roten Adlerorden 3. Klasse mit Schleife. Er wurde am 21. November 1864 mit der Führung der 1. Infanterie-Brigade beauftragt, dazu wurde er à la suite des 54. Infanterie-Regiments gestellt, am 18. April 1865 wurde er als Kommandeur bestätigt und am 18. Juni 1865 zum Generalmajor befördert.
Während des Deutschen Krieges von 1866 kämpfte er im Gefecht bei Trautenau und in der Schlacht bei Königgrätz. Dafür erhielt er am 20. September 1866 den Orden Pour le Mérite und am 14. November 1866 das Mecklenburgische Militärverdienstkreuz. Am 7. Juli 1868 erhielt er den Charakter als Generalleutnant. Bei der Mobilmachung zur Deutsch-Französischen Krieg wurde er am 18. Juli 1870 zum Kommandeur der stellvertretenden 14. Infanterie-Brigade ernannt. Er verblieb dort, bis er am 16. Mai 1871 von dieser Stellung entbunden wurde. Er starb dort am 5. September 1885 in Loschwitz bei Dresden.

### Familie
Er heiratete am 6. Dezember 1837 in Meyenburg (Kreis Ostpriegnitz) Henriette Ernstine Eveline Friederike Hermine von Rohr (* 3. Februar 1814; † 18. Dezember 1877), eine Tochter des Ernst von Rohr aus dem Hause Penzlin.
- Auguste Wilhelmine Henriette Ernstine Franziska (* 11. Oktober 1838; † 10. Juni 1904) ⚭ 1870 Ferdinand Siebigk (* 8. Februar 1823; † 8. Mai 1886), anhaltinischer Archivrat
- Agnes Auguste Wilhelmine Sophie Friederike (* 11. Dezember 1839; † 6. März 1842)
- Eckbert August Wilhelm (* 23. November 1841; † 31. März 1871), Leutnant a. D.
- Richard Wilhelm Emil (* 2. Mai 1842; † 4. Juni 1846)

Nach dem Tod seiner ersten Frau heiratete er am 5. August 1878 in Görlitz Charlotte Klothilde Daniel (* 2. Februar 1839; † 28. Juli 1914).